# Terremoto de Santiago del Estero de 1997
El terremoto de Santiago del Estero de 1997 fue un movimiento sísmico ocurrido en la provincia de Santiago del Estero, Argentina, el 17 de junio de 1997, a las 19:15 UTC-3.
Registró una magnitud de 5,5 en la escala de Richter.
Su epicentro se localizo en la sierra de Guasayán, en la provincia de Santiago del Estero.
El terremoto fue sentido en "grado VI" en la escala de Mercalli.
Fue sentido en Santiago del Estero, Tucumán y Catamarca. En la ciudad de Santiago del Estero se registraron daños en casas y locales comerciales.
El edificio de la Universidad Católica, sufrió leves daños en sus paredes techos y vidrios. La casa de gobierno sufrió rajaduras en sus paredes exteriores.
En algunos sectores de la ciudad el contacto telefónico fue interrumpido, lo mismo ocurrió en Termas de Río Hondo.
En otras localidades también se registraron daños en leves en las construcciones.